# Loma de Cabrera
Loma de Cabrera é a segunda maior cidade da província de Dajabón, na República Dominicana. Está localizada na parte noroeste do país, na região de Cibao.
Sua população estimada em 2012 era de 6 158 habitantes.